# 沈詩李
沈詩李（1737年—？），浙江紹興府山陰縣（今屬紹興市）人。清朝官員。
沈詩李於乾隆三十四年（1769年）中式己丑科二甲第十八名進士，与胞弟沈诗杜同榜。曾任河南汝州魯山縣知縣。

## 外部連結
- 沈詩李 （页面存档备份，存于） 中研院史語所